# Borne (Overijssel)
Borne (uitspraakⓘ) (Nedersaksisch: Boorn) is een Twentse forensengemeente ten noordwesten van Hengelo in de Nederlandse provincie Overijssel. De gemeente telde op 22 november 2024 24.639 inwoners (bron: CBS). De gemeente Borne werkt samen in de Regio Twente. Mensen uit Borne hebben in Twente de bijnaam Melbuul (Twents voor meelzak).

## Geografie

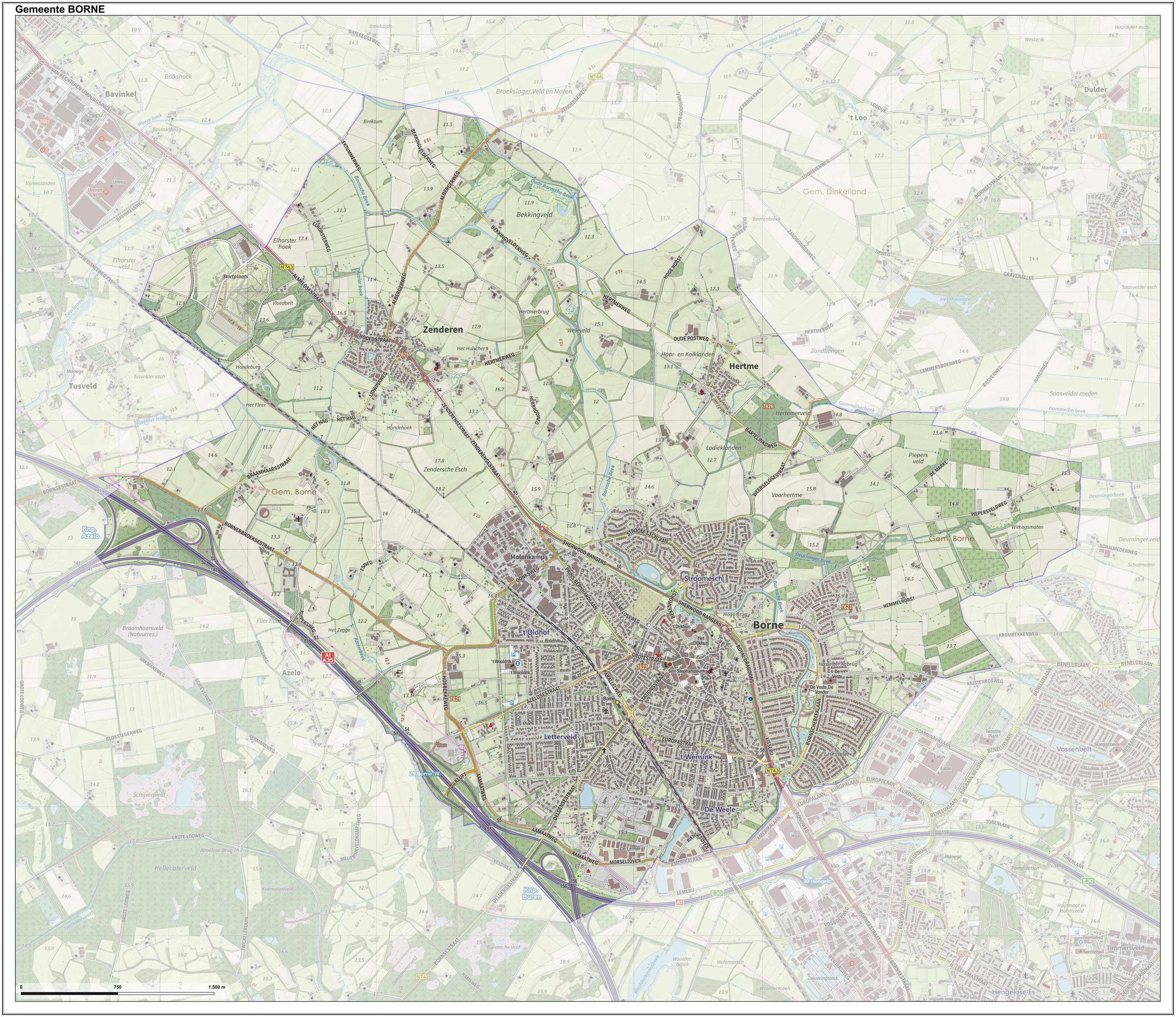
Topografische gemeentekaart van Borne, september 2022

Borne ligt in het oosten van Nederland in de provincie Overijssel. De plaats ligt centraal in de landstreek Twente en maakt deel uit van de stedenband Twente. Borne grenst aan Hengelo en wordt slechts door de A1 van die stad gescheiden. Tot de gemeente Borne behoren verder de dorpskernen Hertme en Zenderen. Tot 2001 viel ook het dorp Bornerbroek onder deze gemeente. Bij de gemeentelijke herindeling van 1 januari 2001 werd dit dorp echter bij de gemeente Almelo gevoegd.
De gemeente Borne grenst in het noorden en noordoosten aan Tubbergen en Dinkelland, in het zuidoosten aan Hengelo, in het zuidwesten aan Hof van Twente en in het westen en noordwesten aan Almelo. De plaats Borne telt zeven wijken: Centrum (Centrum / Oud Borne / Spanjaardswijk), Bornsche Maten, Letterveld (Letterveld I / Letterveld II), Molenkamp (Dikkerslaan - Molenkampsweg e.o.), 't Oldhof, Stroom Esch en 't Wensink ('t Wensink Noord / 't Wensink Zuid / Zuid Esch).
| Aangrenzende gemeenten | Aangrenzende gemeenten | Aangrenzende gemeenten | Aangrenzende gemeenten | Aangrenzende gemeenten |
| ---------------------- | ---------------------- | ---------------------- | ---------------------- | ---------------------- |
| Almelo                 |                        | Tubbergen              |                        | Dinkelland             |
|                        |                        |                        |                        |                        |
|                        |                        |                        |                        |                        |
|                        |                        |                        |                        |                        |
| Hof van Twente         |                        |                        |                        | Hengelo                |

## Geschiedenis

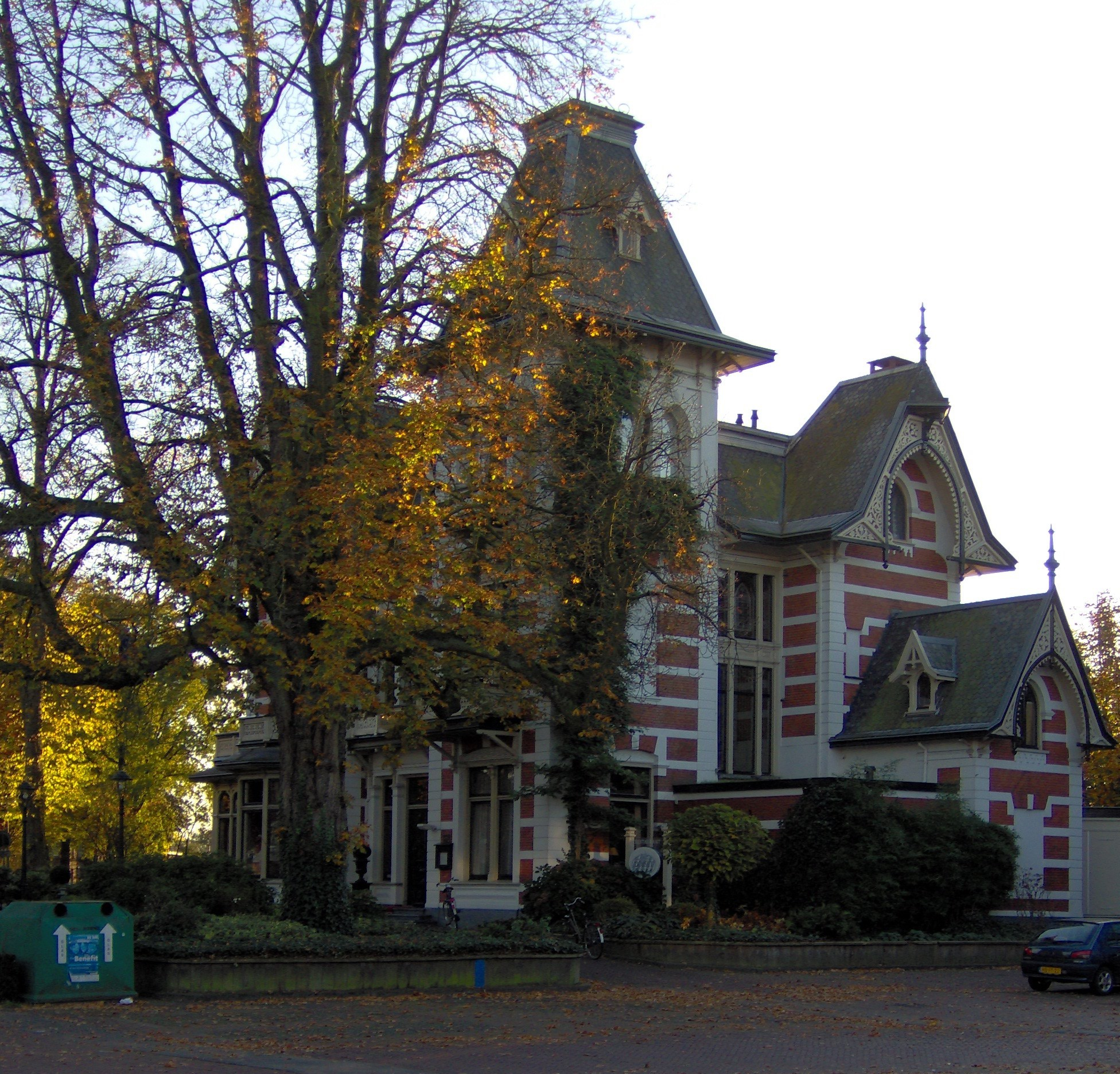
Villa Elisabeth uit 1895 van Albert Karel Spanjaard, tussen 1930 en 1993 gemeentehuis

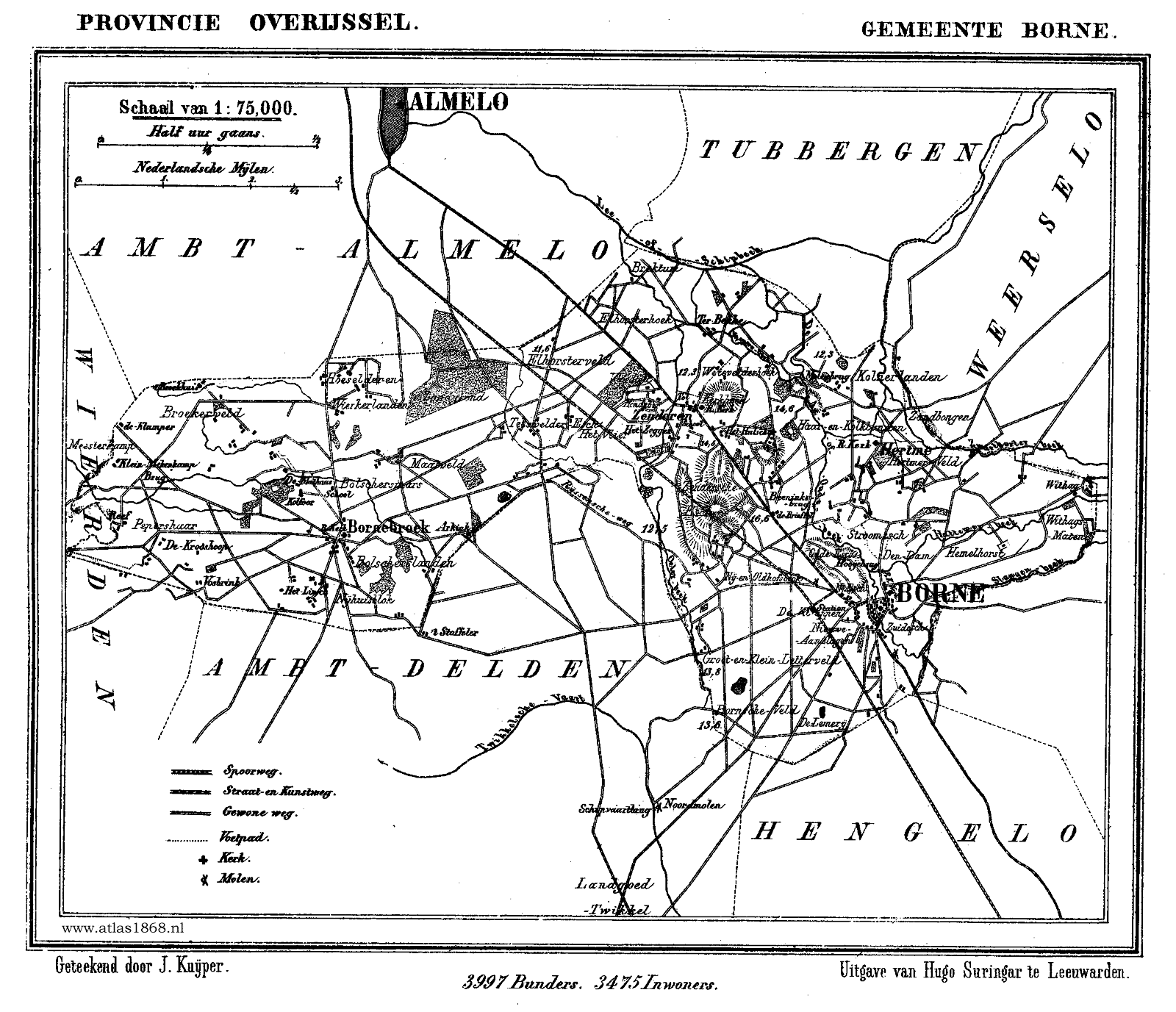
De gemeente Borne in 1868, toen Bornerbroek nog bij de gemeente hoorde

In 1206 wordt Borne voor het eerst vermeld in een officiële akte. Met deze akte verkreeg de bisschop van Utrecht van de abt van Ruinen onder andere de zeggenschap over de kerk en onderhorige rechten en opkomsten te Burgunde, zoals het toen genoemd werd en tienden onder Zenderen en Almelo. Voorgenoemde akte was in 2006 nog aanleiding voor viering van het achthonderdjarig bestaan van Borne. De havezate Weleveld had in de late middeleeuwen en gedurende de Reformatie een grote invloed op het dorp.
Tot het eind van de 18e eeuw was Borne een arme plattelandsgemeente. In 1828 stichtte een Duitse jood, Salomon Jacob Spanjaard, een bedrijf, wat uitgroeide tot een van de vele textielfabrieken in de regio Twente. De bekendste telg uit de familie Spanjaard was Jacob Spanjaard, die de fabriek in de eerste decennia van de twintigste eeuw leidde en de bijnaam 'God van Borne' verwierf. Rond 1920 was een groot deel van de (mannelijke) Bornse bevolking werkzaam bij de firma Spanjaard. Een groot deel van de familie Spanjaard kwam om tijdens de Tweede Wereldoorlog. In 1973 kwam er een einde aan het bedrijf. Uit de fabriek van Spanjaard kwamen de bekende Teddy-luiers, Cinderella-lakens en Kenmore-overhemden.
Borne was in 1895 de eerste plattelandsgemeente in Nederland met een eigen elektriciteitscentrale en elektrische straatverlichting. De centrale werd gesticht door Rento Hofstede Crull en was de basis voor de latere IJsselcentrale. Crull was tevens oprichter van de latere Heemaf en Holec.
Eind jaren 90 werden plannen ontwikkeld voor een gemeentelijke herindeling in de provincie Overijssel. De gemeente Borne zou hierbij met Hengelo en Enschede fuseren tot Twentestad. Omdat er onvoldoende draagvlak bestond voor deze fusie, werd dit plan afgeblazen. In de uiteindelijke herindeling, die in 2001 plaatsvond, werd Bornerbroek, dat tot dan toe onderdeel van Borne was, bij Almelo gevoegd.

## Cultuur

### Monumenten en bezienswaardigheden

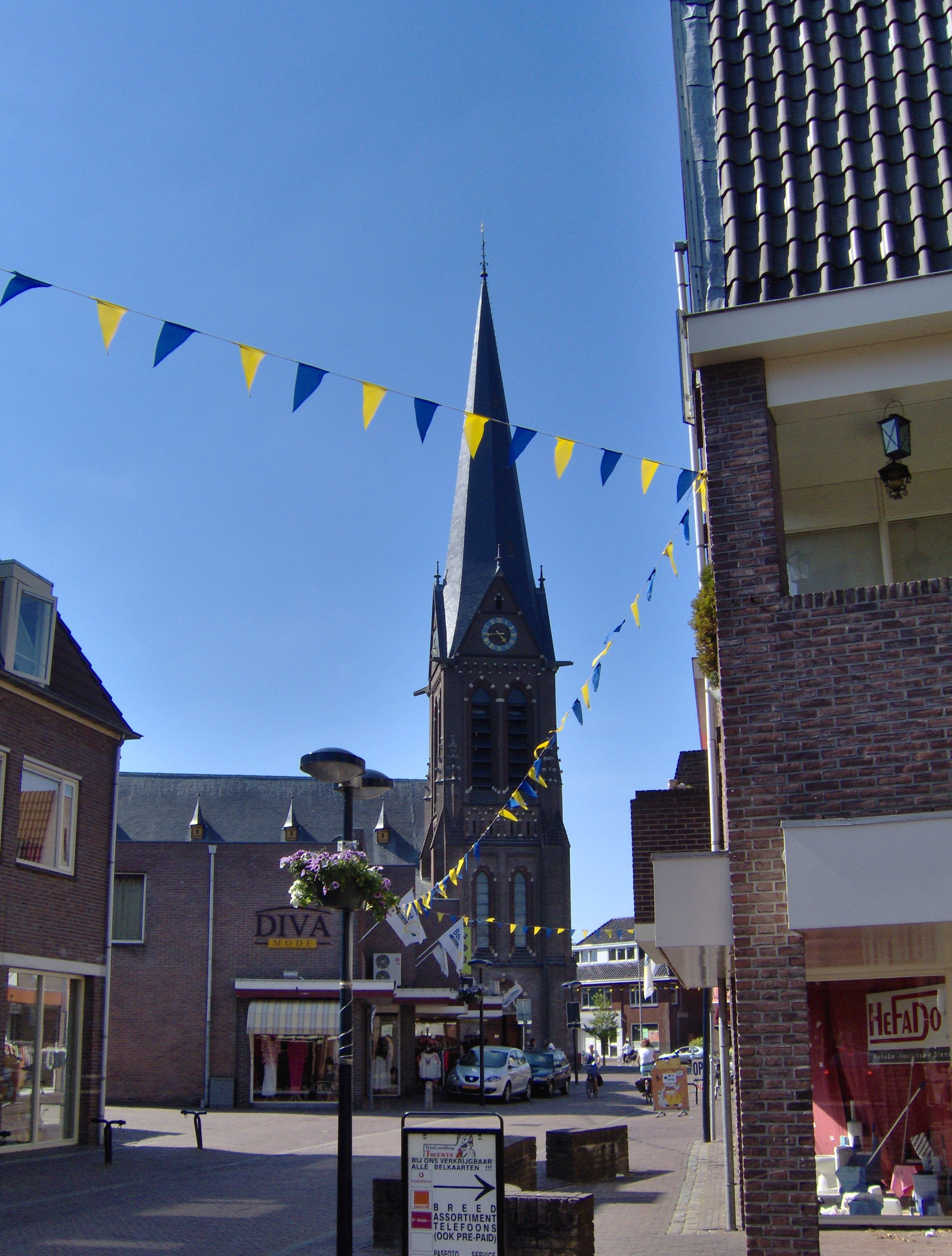
De rooms-katholieke Sint-Stephanuskerk in het centrum van Borne

Een deel van Borne is een beschermd dorpsgezicht. Verder zijn er in Borne tientallen rijksmonumenten. Daarnaast zijn er een aantal oorlogsmonumenten te vinden in Borne.
Religieuze gebouwen
- Baptistenkerk
- Doopsgezinde kerk
- Mariakapel aan de Koppelsbrink
- Oude Kerk
- Sint-Stephanuskerk
- Sint-Theresiakerk

- Bussemakerhuis
- Klopjeswoningen (Kloppershuuskes)
- Openluchttheater Hertme
- Synagoge
- Weleveld (tussen Hertme en Zenderen gelegen)

Zie ook
- Lijst van rijksmonumenten in Borne
- Lijst van gemeentelijke monumenten in Borne
- Lijst van oorlogsmonumenten in Borne
- Lijst van beelden in Borne

### Stolpersteine
Borne was de eerste plaats in Nederland waar zogeheten Stolpersteine werden aangebracht. Op 29 november 2007 legde de Duitse kunstenaar Gunter Demnig voor zes huizen in Oud-Borne in totaal 16 stenen met een messing gedenkplaatje neer, ter herdenking aan de in de Tweede Wereldoorlog omgekomen joden uit de omgeving.

## Politiek

### Gemeenteraad
De gemeenteraad van Borne bestaat uit 19 zetels. Aan de gemeenteraadsverkiezingen van maart 2018 namen in Borne zeven, waarvan twee lokale, partijen deel. Bij de verkiezingen werd het CDA met 23,0% van de stemmen grootste partij, gevolgd door de lokale partij GB'90. GroenLinks en de PvdA namen aan deze verkiezingen met een gezamenlijke lijst deel.
| Uitslagen gemeenteraadsverkiezingen | Uitslagen gemeenteraadsverkiezingen | Uitslagen gemeenteraadsverkiezingen | Uitslagen gemeenteraadsverkiezingen | Uitslagen gemeenteraadsverkiezingen | Uitslagen gemeenteraadsverkiezingen | Uitslagen gemeenteraadsverkiezingen | Uitslagen gemeenteraadsverkiezingen | Uitslagen gemeenteraadsverkiezingen | Uitslagen gemeenteraadsverkiezingen | Uitslagen gemeenteraadsverkiezingen | Uitslagen gemeenteraadsverkiezingen | Uitslagen gemeenteraadsverkiezingen |
| Partij                              | Partij                              | 2014                                | 2014                                | 2014                                | 2018                                | 2018                                | 2018                                | 2022                                | 2022                                | 2022                                | Verschil                            | Verschil                            |
| Partij                              | Partij                              | Aantal                              | %                                   | Zetels                              | Aantal                              | %                                   | Zetels                              | Aantal                              | %                                   | Zetels                              | %                                   | Zetels                              |
| ----------------------------------- | ----------------------------------- | ----------------------------------- | ----------------------------------- | ----------------------------------- | ----------------------------------- | ----------------------------------- | ----------------------------------- | ----------------------------------- | ----------------------------------- | ----------------------------------- | ----------------------------------- | ----------------------------------- |
|                                     | GB'90                               | 1.797                               | 18,5%                               | 4                                   | 2.126                               | 20,1%                               | 4                                   | 2.636                               | 24,9%                               | 5                                   | +4,8%                               | +1                                  |
|                                     | CDA                                 | 2.173                               | 22,3%                               | 5                                   | 2.431                               | 23,0%                               | 5                                   | 2.064                               | 19,5%                               | 4                                   | -3,5%                               | -1                                  |
|                                     | VVD                                 | 963                                 | 9,9%                                | 2                                   | 1.563                               | 14,8%                               | 3                                   | 1.588                               | 15,0%                               | 3                                   | +0,2%                               | 0                                   |
|                                     | Borne-Nu                            | 1.399                               | 14,4%                               | 3                                   | 1.366                               | 12,9%                               | 2                                   | 1.440                               | 13,6%                               | 3                                   | +0,7%                               | +1                                  |
|                                     | GroenLinks-PvdA                     |                                     |                                     |                                     | 1.297                               | 12,2%                               | 2                                   | 1.291                               | 12,2%                               | 2                                   | 0%                                  | 0                                   |
|                                     | SP                                  | 1.256                               | 12,9%                               | 2                                   | 1.105                               | 10,4%                               | 2                                   | 836                                 | 7,9%                                | 1                                   | -2,5%                               | -1                                  |
|                                     | D66                                 | 884                                 | 9,1%                                | 2                                   | 701                                 | 6,6%                                | 1                                   | 730                                 | 6,9%                                | 1                                   | +0,3%                               | 0                                   |
|                                     | PvdA                                | 862                                 | 8,9%                                | 1                                   |                                     |                                     |                                     |                                     |                                     |                                     | 0%                                  | 0                                   |
|                                     | GroenLinks                          | 399                                 | 4,1%                                | 0                                   |                                     |                                     |                                     |                                     |                                     |                                     | 0%                                  | 0                                   |

## Stedenbanden
In 1974 werden in Euregio-verband de eerste contacten gelegd met de Duitse stad Rheine in het Münsterland op het gebied van sport, jongerenuitwisseling en seniorencontacten. Deze contacten mondden in de zomer van 1983 uit tot het ondertekenen van een officiële partnerschapsverklaring met Rheine. Naast dit officiële partnerschap onderhoudt Borne vriendschappelijke banden met Trakai in Litouwen en Bernburg (Saale) in de Duitse deelstaat Saksen-Anhalt.

## Sport en recreatie

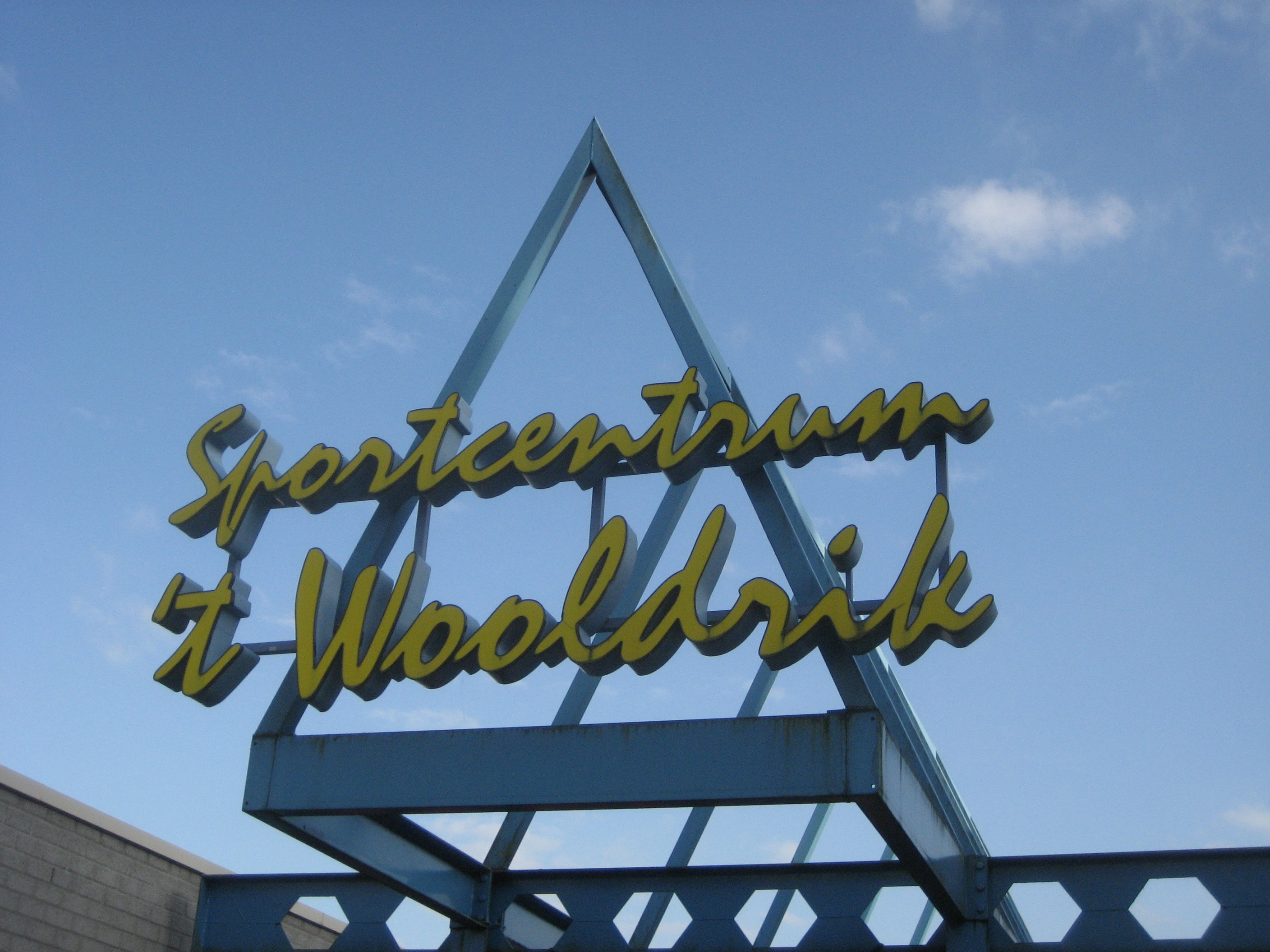
Sportcentrum 't Wooldrik

Ieder jaar worden in het laatste volle weekeinde van augustus in Borne de Melbuul'ndagen gehouden, een driedaags oogstfeest met culturele en ambachtelijke bezienswaardigheden en sportieve activiteiten.
Borne is gelegen aan de Europese wandelroute E11, ter plaatse ook wel Marskramerpad of Handelsweg geheten.
Er zijn in Borne drie voetbalverenigingen: BVV Borne, RKSV NEO en BZSV de Blauwwitters. In het Kulturhus is de theatervereniging Theaterschool Luna gevestigd. Er is in Borne 1 handbalvereniging, deze speelt in sporthal 't Wooldrik Borhave wat tevens een zwembad is. Tevens traint hier ook basketbalclub De Kikkers. Van 2011 tot en met 2019 werd in Borne in augustus het Open Nederlands Jeugdschaak Kampioenschap gehouden.

## Verkeer en vervoer
Borne ligt bij de splitsing (knooppunt Buren) van de autosnelwegen A35 van Zwolle naar Enschede en de A1 van Amsterdam naar Oldenzaal en Duitsland. Het station Borne wordt aangedaan door de sprinter Enschede - Apeldoorn en de sprinter Enschede - Zwolle. Daarnaast heeft Borne een busverbinding met Hengelo, Almelo en Weerselo.

## Media
Sinds 1902 bestaat de Bornse Courant, de oudste krant van het dorp. Het is een weekblad dat in eerste instantie voor abonnees bedoeld was. Rond 1970 kwam de uitgever van het blad op verzoek van de plaatselijke middenstand met de Zakengids. Dit blaadje, dat huis aan huis verspreid werd, stond vol met advertenties en bevatte tevens wat aankondigingen. Het echte nieuws bleef in de Courant verschijnen. In 2002 vierde het blad zijn 100ste verjaardag. Niet lang daarna werd de Bornse Courant een gratis huis-aan-huisblad.
RTV Borne, voorheen RTV Borghende, werd in 1996 de lokale omroep in de gemeente Borne.

## Bekende Bornenaren
- Martin Spanjaard (1892-1942), dirigent, componist
- Hendrikus Franciscus Arke (1895-1984), politicus
- Ep Wieldraaijer (1927-2017), politicus
- Ellen Deckwitz (1982), poëet
- Ger Dekkers (1929-2020), fotograaf
- Gerard Scholten (1933-2020), politicus en burgemeester
- Laus Steenbeeke (1959), acteur
- Eric ter Keurs (1965), politicus en burgemeester
- Dennis Wilt (1969), weerman
- Nathalie Baartman (1973), cabaretière
- Pieter Omtzigt (Den Haag, 1974), politicus
- Rob Hornstra (1975), fotograaf
- Kirsten Vlieghuis (1976), zwemster
- Tessa Boomkamp (1977), zangeres, drumster en gitariste
- Marleen Veldhuis (1979), zwemster
- Mirjam Pol (1983), motorcoureur
- Dennis Kuipers (1985), rallyrijder
- Marianne Vos (1987), wielrenster
- Melvin Koetsier (1989), voetballer
- Evelien Grob (1991), handbalster
- Wout Weghorst (1992), voetballer
- Mark Spenkelink (1997), voetballer
- Florien Reesink (1998), volleybalster
- Joy Beune (1999), schaatsster
- Mats Wieffer (1999), voetballer
- Maarten Wilmink (2001), organist